# Gare de Morioka
La gare de Morioka (盛岡駅, Morioka-eki) est une gare ferroviaire de la ville de Morioka, dans la préfecture d'Iwate au Japon. Elle est gérée par les compagnies JR East et Iwate Galaxy Railway (IGR).

## Situation ferroviaire
La gare est située au point kilométrique (PK) 535,3 de la ligne principale Tōhoku et au PK 496,5 de la ligne Shinkansen Tōhoku. Elle marque le début des lignes Shinkansen Akita, Tazawako, Yamada et Iwate Galaxy Railway.

## Histoire
La gare de Morioka est inaugurée le 1er novembre 1890. Elle est desservie depuis le 23 juin 1982 par la ligne Shinkansen Tōhoku. La gare marque le début de la ligne Shinkansen Akita depuis le 22 mars 1997.

## Service des voyageurs

### Accueil
La gare dispose d'un bâtiment voyageurs, avec guichets, ouvert tous les jours.

### Desserte

#### JR East
- Ligne Hanawa :
  - voies 0 et 1 : direction Araya-Shinmachi et Kazuno-Hanawa
- ligne principale Tōhoku :
  - voies 2 à 7 : direction Kitakami et Ichinoseki
- Ligne Yamada :
  - voie 6 : direction Moichi et Miyako
- Ligne Tazawako
  - voies 8 et 9 : direction Shizukuishi et Ōmagari
- Ligne Shinkansen Tōhoku :
  - voies 11 à 13 : direction Sendai et Tokyo
  - voie 14 : direction Shin-Aomori (interconnexion avec la ligne Shinkansen Hokkaidō pour Shin-Hakodate-Hokuto)
- Ligne Shinkansen Akita :
  - voie 14 : direction Akita

#### Iwate Galaxy Railway
- Ligne Iwate Galaxy Railway :

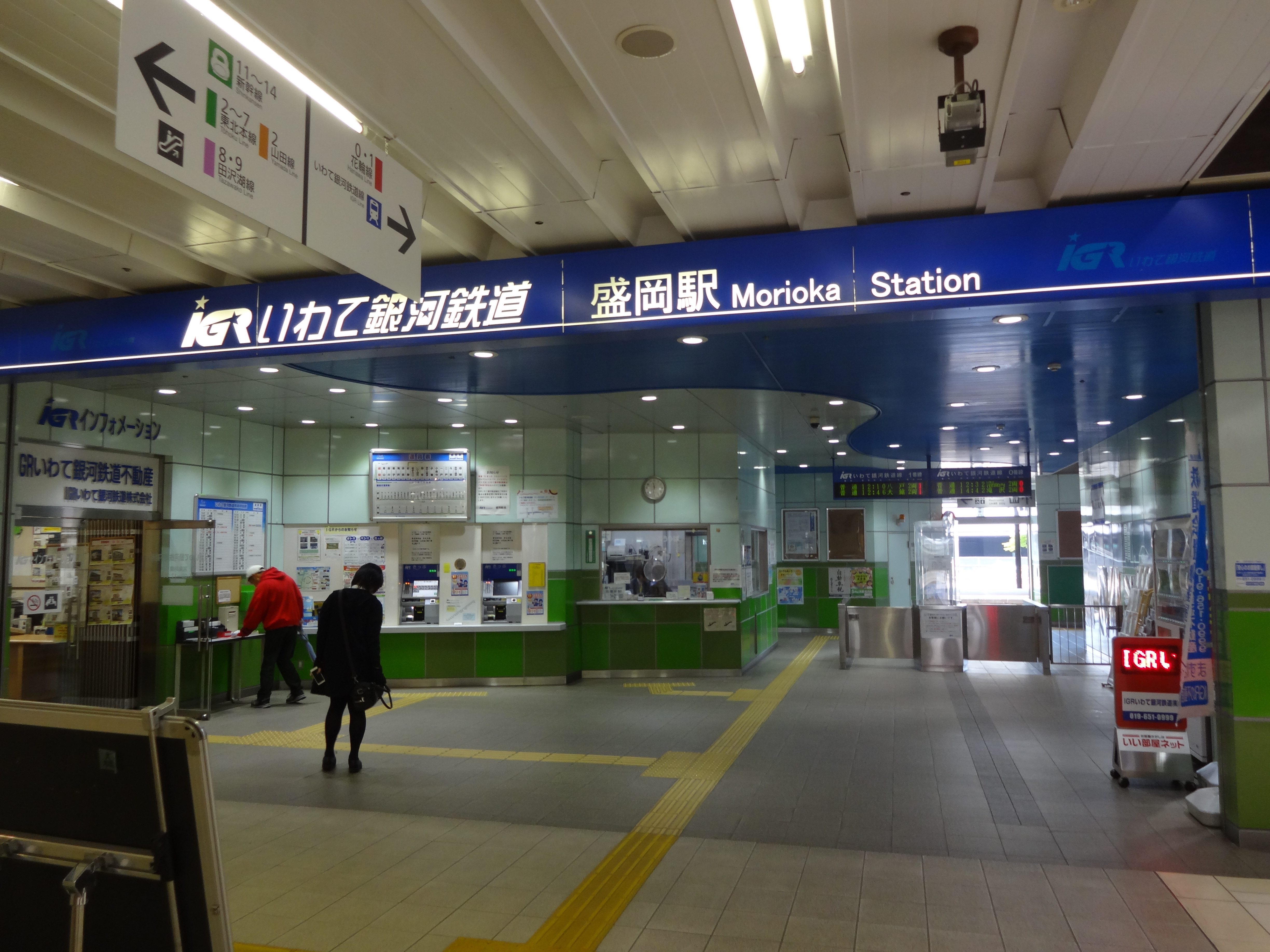
Entrée Iwate Galaxy Railway

  - voies 0 à 3 : direction Iwate-Numakunai et Ninohe